# 竹廣隼人
竹廣 隼人（たけひろ はやと、1995年4月12日 - ）は、日本の舞台俳優、ダンサー。
兵庫県西宮市出身。大阪芸術大学舞台芸術学科ポピュラーダンスコース卒業。
Vanilla model management所属。身長170cm。

## 来歴
高校生の時に観劇した劇団四季のライオンキングに感銘を受け、舞台の道へ進むことを決意する。
大阪芸術大学舞台芸術学科ポピュラーダンスコースに進学。

19歳からダンスを始め、ヒップホップなどのストリートダンスに加え、バレエ、タップ、ジャズなどあらゆるジャンルのダンスを学ぶ。メインジャンルはコンテンポラリーダンスである。在学中にダンサーや振付、講師などの仕事を受け持つ。

卒業後上京し、「僕のヒーローアカデミア The"Ultra"Stage」(ヒロステ)でメジャーデビューを果たす。その後もミュージカル「ロミオ&ジュリエット」、「ニンジャバットマン　ザ・ショー」、舞台「千と千尋の神隠し」などの舞台に出演。

舞台だけでなくNHK連続小説ドラマ『エール』や『荒野行動』のWEB CM、Royz 「I AM WHAT I AM」のMVに出演するなど映像においても活躍の幅を広げている。

## 人物
- 趣味はカフェ巡りと舞台鑑賞。大の動物好きで、一番好きな動物はオオカミ。
- 毎朝コーヒーを淹れることがモーニングルーティンである。
- 特技はアクロバット、得意技はバタフライツイスト。
- 英語技能検定2級、漢字検定2級、世界史検定2級を取得している。

## 出演

### 舞台
- 2016年9月　undercurrent 第12回公演「ノスタルヂア」ダンサー出演
- 2016年12月　チームラボ株式会社主催「Music Festival. teamLab Jungle」出演
- 2017年3月　神戸女学院大学舞踊専攻第11回定期公演・島崎徹作品「In the blink of an eye」にゲストダンサーとして出演
- 2018年3月　神戸女学院大学舞踊専攻第12回定期公演・島崎徹作品「Calling」にゲストダンサーとして出演
- 2018年7月　佐渡裕芸術監督プロデュースオペラ2018「魔弾の射手」助演として出演
- 2018年8月　佐々木美智子バレエ団公演「バフチサライの泉」出演
- 2018年10月　undercurrent 第14回公演「Lost ＋ Found」振付およびダンサーとして出演
- 2019年4月〜6月　「僕のヒーローアカデミア The"Ultra"Stage」出演 （ 東京・大阪・上海公演 ）
- 2019年7月　荒野行動ー「KNIVES OUT」「荒野Championship-元年の闘い-」イベントムービー・ダンサー出演
- 2019年11月　Royz 18th maxi single「I AM WHAT I AM」MVに出演
- 2020年3月〜4月　「僕のヒーローアカデミア The"Ultra"Stage　本物の英雄」出演 （ 東京・大阪公演 ）
- 2021年5月〜7月　ミュージカル「ロミオ&ジュリエット」スウィング・R&Jダンサー出演（ 東京・大阪・名古屋公演 ）
- 2021年11月　舞台「ニンジャバットマン ザ・ショー」出演
- 2022年2月〜7月　舞台「千と千尋の神隠し」出演（ 東京・大阪・福岡・札幌・名古屋公演 ）
- 2024年3月〜8月　舞台「千と千尋の神隠しSpirited Away」出演（東京・名古屋・福岡・ロンドン・大阪・札幌公演）[1]
- 2025年4月〜6月 ブロードウェイミュージカル「キンキーブーツ」（東京・大阪公演）[2]
- 2025年7月〜8月　舞台「千と千尋の神隠しSpirited Away」出演（上海公演）[3]

### TV
- 2020年11月　NHK連続テレビ小説「エール」（歌劇「ラ・ボエーム」ショナール役）
- 2021年3月　NHK BS ドラマ「流行感冒」青年団員役